# Grüntalkogelhütte
Die Grüntalkogelhütte ist eine Berghütte der Ortsgruppe Texing der Sektion Melk des Österreichischen Alpenvereins (ÖAV). Sie steht auf dem Gipfel des 886 m ü. A. Grüntalkogels in den Türnitzer Alpen in Niederösterreich. Die Hütte wurde 1978 bis 1979 errichtet und ständig erweitert. Größere Umbauten und Erweiterungen wurden 1999 und 2021 gemacht.

## Lage
Die Hütte befindet sich in Texingtal und kann von Plankenstein, St. Gotthard oder Frankenfels über die Tiefgrabenrotte und das Schwabeck-Kreuz, einen 1647 errichteten Bildstock, erreicht werden.
Direkt bei der Hütte führen der Texingtaler Rundwanderweg 6, der Große Pielachtaler Rundwanderweg 652, der Voralpenweg 04 sowie der Europäische Fernwanderweg E4 vorbei.
Aufgrund der besonderen Lage und der Höhe von 886 m hat man einen Ausblick bis in die nördliche Donaugegend. Bei guten Sichtverhältnissen kann man beispielsweise den Schornstein des rund 60 km entfernten Kraftwerks Dürnrohr mit freiem Auge erkennen.

## Bedeutung
Die Grüntalkogelhütte wird gerne von Wanderern besucht, und es gibt auch die Möglichkeit, in einem Matratzenlager für 20 Personen nach Voranmeldung zu übernachten. Neben regelmäßigen Feldmessen herrscht bei der jährlichen Eröffnung am 1. Mai und bei der Schließung am 26. Oktober Betrieb. Bis 27. Juli 2021 wurden laut Hüttenbuch 101.770 Besucher anhand von Selbsteintragungen gezählt. Derzeit werden also pro Jahr knapp 3.000 Eintragungen gemacht. Man muss berücksichtigen, dass sich nicht jeder Gast einträgt und oft Familien oder größere Gruppen nur eine Eintragung machen.

## Bewirtschaftung
Hüttenwirt ist seit 2013 Franz Ebner, der diese Funktion von Johann Rauchberger übernommen hat.

## Bildergalerie

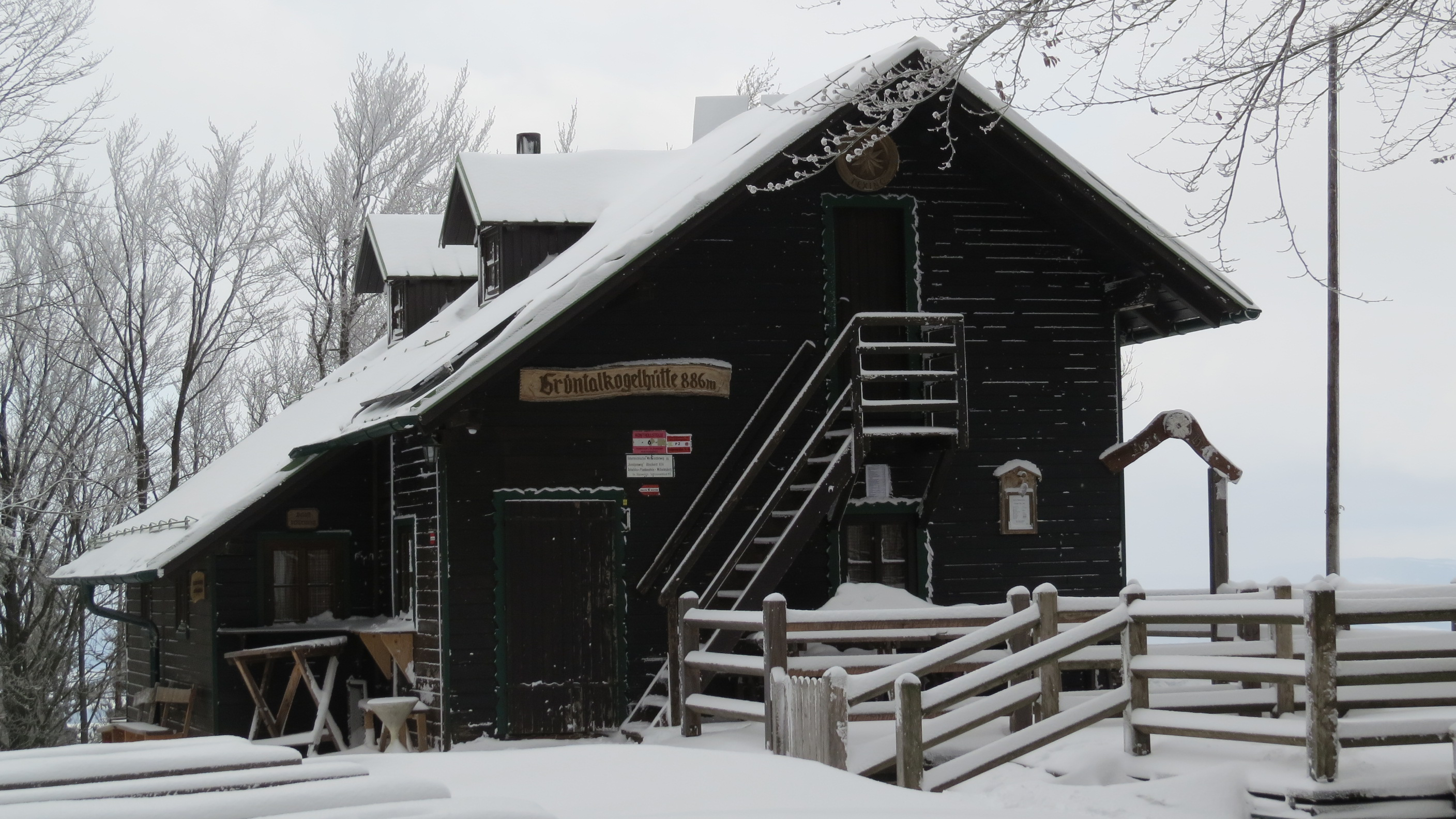
Grüntalkogelhütte vor dem Umbau am 5. Jänner 2017
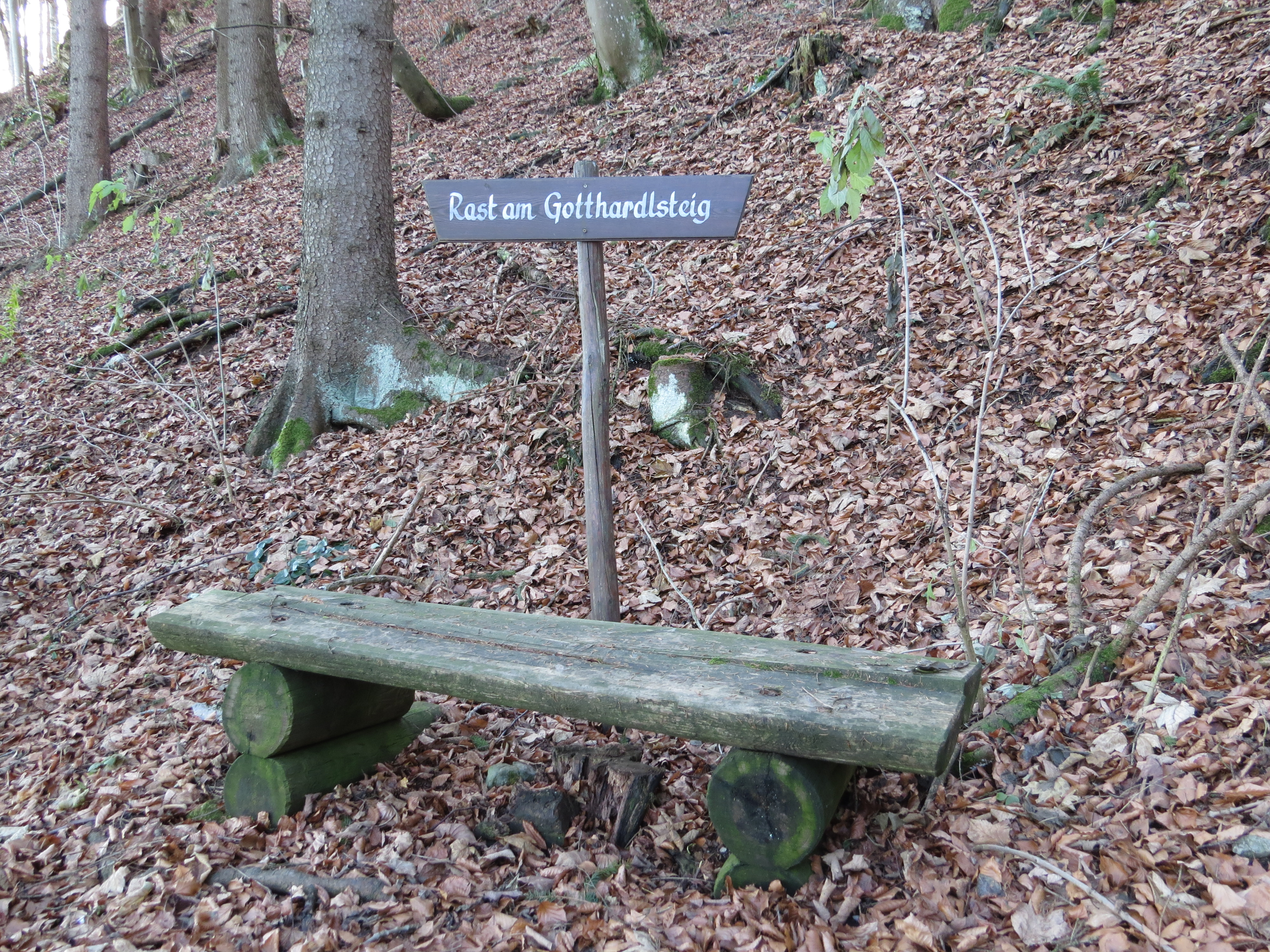
Aufstieg über die Tiefgrabenrotte beim Gotthardlsteig am 24. November 2017
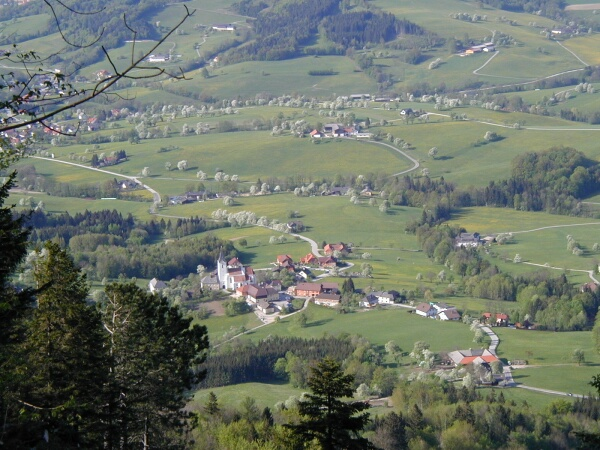
Blick von der Grüntalkogelhütte auf St. Gotthard in der Gemeinde Texingtal am 1. Mai 2003

## Ausgangspunkte
- Jägerlacke (Grenze zwischen Frankenfels und Texingtal), Gehzeit 00:30
- Schwabeck-Kreuz, Gehzeit 00:45
- Ortsmitte von Texingtal, Gehzeit 01:30
- Plankenstein in Texingtal, Gehzeit 01:30
- St. Gotthard in Texingtal, Gehzeit 01:00
- Ortsmitte der Tiefgrabenrotte im Weißenbachtal, Ortsteil Weißenburg bzw. Feuerwehrhaus Weißenburg, Gehzeit 01:30
- Luft in Kirchberg an der Pielach über den Bichlberg: Gehzeit 02:30